# 盧安達航空
盧安達航空是一家以盧安達基加利為基地的國家航空公司，成立於2002年，於2003年4月27日正式營運，主要經營國內航線及東非、中非、南非與中東等地的國際航線，近年也開始飛航歐洲地區的航線，其樞紐為基加利國際機場。

## 歷史

### 籌建
1994年盧旺達大屠殺結束後，當時的盧旺達政府一直打算重新開設一間新的國家航空公司，以取代因大屠殺事件而停運的舊盧旺達航空。
在1997年，烏干達的聯盟航空曾一度表示有意與盧旺達政府合作，以開辨公私合營的新盧旺達航空，但最終該公司在2000年倒閉，合營計劃亦因而告吹，改為由政府獨資籌建。直至2002年12月1日，新盧旺達航空正式以「盧旺達快運航空」名義成立。

### 2000年代：早年發展及第一次私有化
自盧旺達快運航空在2003年首航以後，其航點不斷擴展，並擴展至經營國外航線。
至2009年6月，「盧旺達快運航空」正式改名為「盧旺達航空」，以強調該公司為一間幹線航空公司的形象。翌年，盧旺達航空亦開設飛行常客獎勵計劃。
而在2000年代內，盧旺達政府亦曾打算將此公司，以標售股權方式實行私有化，並擬於2013年完成。然而，由於未達底價，盧旺達航空的第一次私有化計劃最後告吹。

### 2010年代：持續擴展
2010-12年間，盧旺達航空分別接收波音737-500、波音737-800及CRJ-900NG客機，當中737-800為該公司首次接收的全新飛機，而CRJ-900NG用於取代機齡較舊的CRJ-200。
在機隊方面，此公司於2013年2月開辦往返阿克拉、開普敦、哈拉雷、朱巴和桑給巴爾的航線，並於2017年獲准開設往返貝寧柯多努的航線。
2015年5月，盧安達航空正式成為IATA成員。

### 2020年代：第二次私有化
於2020年2月，卡塔爾航空正式收購盧旺達航空49%的股權，以實施第二次私有化，而另外51%仍由盧旺達政府持有。至2021年3月，此公司的私有化工作進入最後階段，並於隨後完成。

## 業績
於第二次私有化前，此公司一直處於虧損狀態。以下列表列出2010-19年間，盧旺達航空的歷年業績：
|                            | 2010          | 2011          | 2012                        | 2013          | 2014                 | 2015                        | 2016                        | 2017          | 2018                 | 2019                 |
| -------------------------- | ------------- | ------------- | --------------------------- | ------------- | -------------------- | --------------------------- | --------------------------- | ------------- | -------------------- | -------------------- |
| 收入（百萬美金）           | （沒有資料）  | （沒有資料）  | 47.2                        | （沒有資料）  | 81.4                 | 95.3                        | 99.9                        | 126.0         | 171.3                | 221.6                |
| 稅前盈利（百萬美金）       | （沒有資料）  | （沒有資料）  | （沒有資料）                | （沒有資料）  | 65.9                 | 53.4                        | 54.8                        | 101.4         | 170.7                | 166.7                |
| 政府補貼（十億卢旺达法郎） | 10.8          | 25.2          | 22.0                        | 27.0          | 29.1                 | 33.6                        | 49.6                        | 86.3          | 107.0                | 127.9                |
| 僱員數目（年尾）           | （沒有資料）  | （沒有資料）  | （沒有資料）                | 749           | （沒有資料）         | （沒有資料）                | （沒有資料）                | 1360          | 1367                 | 1692                 |
| 乘客人次（百萬人）         | 0.13          | 0.20          | 0.36                        | 0.41          | 0.50                 | 0.60                        | 0.59                        | 0.89          | 1.14                 | 1.17                 |
| 運力因數（%）              | （沒有資料）  | （沒有資料）  | （沒有資料）                | （沒有資料）  | （沒有資料）         | 60                          | 59                          | 54            | 59                   | 63                   |
| 飛機數目（年尾）           | （沒有資料）  | 8             | 8                           | 8             | 8                    | 8                           | 12                          | 12            | 12                   | 12                   |
| 參考資料                   | [ 14 ] [ 15 ] | [ 14 ] [ 16 ] | [ 14 ] [ 17 ] [ 18 ] [ 19 ] | [ 14 ] [ 20 ] | [ 14 ] [ 21 ] [ 22 ] | [ 23 ] [ 24 ] [ 21 ] [ 25 ] | [ 26 ] [ 27 ] [ 28 ] [ 29 ] | [ 30 ] [ 29 ] | [ 31 ] [ 32 ] [ 29 ] | [ 33 ] [ 34 ] [ 29 ] |

## 航點
截至2019年7月，盧安達航空設有以下航點（僅包括直營航點）：

### 代碼共享
盧旺達航空與以下航空公司實行代碼共享：
- 布魯塞爾航空[43]
- 埃塞俄比亞航空[44]
- 土耳其航空
- 南非航空
- Proflight Zambia[45]

## 外部連結
- 官方網站 （页面存档备份，存于）（英文）（法文）（中文）
- 盧安達航空的Facebook專頁